# Key & Peele

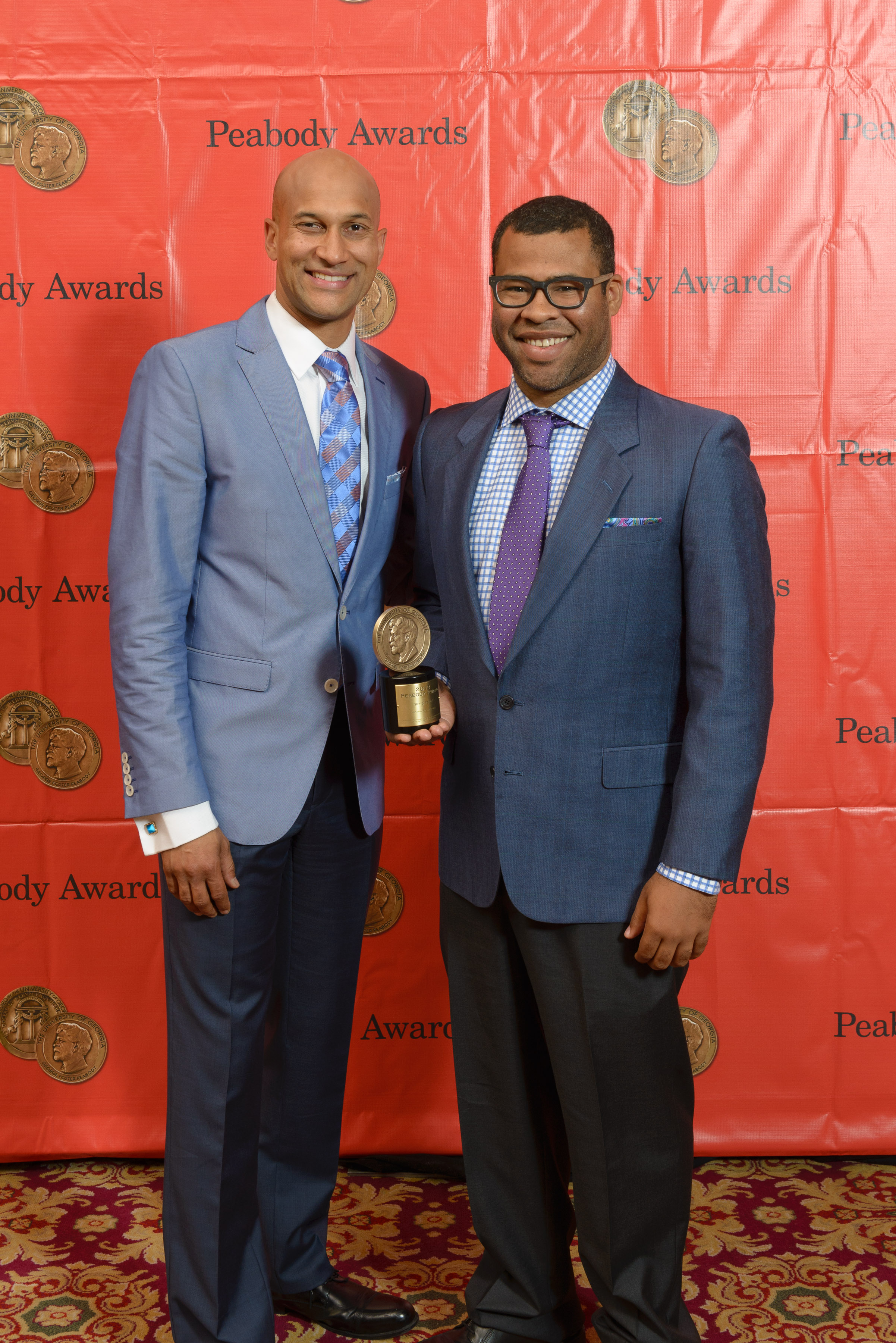
Keegan-Michael Key (links) & Jordan Peele (rechts)

Key & Peele (Abkürzung: K&P) ist eine Sketch-Fernsehserie der US-Amerikaner Keegan-Michael Key und Jordan Peele, die für Comedy Central produziert und ebendort ausgestrahlt wurde.
Jede Episode besteht hauptsächlich aus Sketchen der beiden Hauptdarsteller. Die Sketche decken eine Vielzahl gesellschaftlicher Themen ab, oft mit einem Schwerpunkt auf US-amerikanische Popkultur, ethnische Stereotypen, soziale Unbeholfenheit und Rassismus.
Key & Peele wurde erstmals im Januar 2012 ausgestrahlt und endete im September 2015, nach fünf Staffeln und 53 Folgen. Ein Special mit dem Titel Key & Peele’s Super Bowl Special wurde am 30. Januar 2015 ausgestrahlt.
Die Sendung erhielt einen Peabody Award und zwei Emmy Awards und wurde für einige weitere Auszeichnungen nominiert. Comedy Central unterhält zur Serie einen YouTube-Kanal, welcher (Stand Juni 2023) 4,71 Millionen Abonnenten hat und dessen Videos insgesamt über 2 Milliarden Mal aufgerufen wurden.

## Entstehung, Serienstart und Ersterfolg
Sowohl Key als auch Peele hatten vor der Produktion von Key & Peele bei MADtv gearbeitet.
Die erste Folge wurde im Januar 2012 auf Comedy Central (in den USA) und auf The Comedy Network (in Kanada) ausgestrahlt. Die erste Folge verzeichnete 2,1 Millionen Zuschauer; es war damit der meistgesehene Serienstart bei Comedy Central seit 2009.

## Wiederkehrende Figuren und Sketches

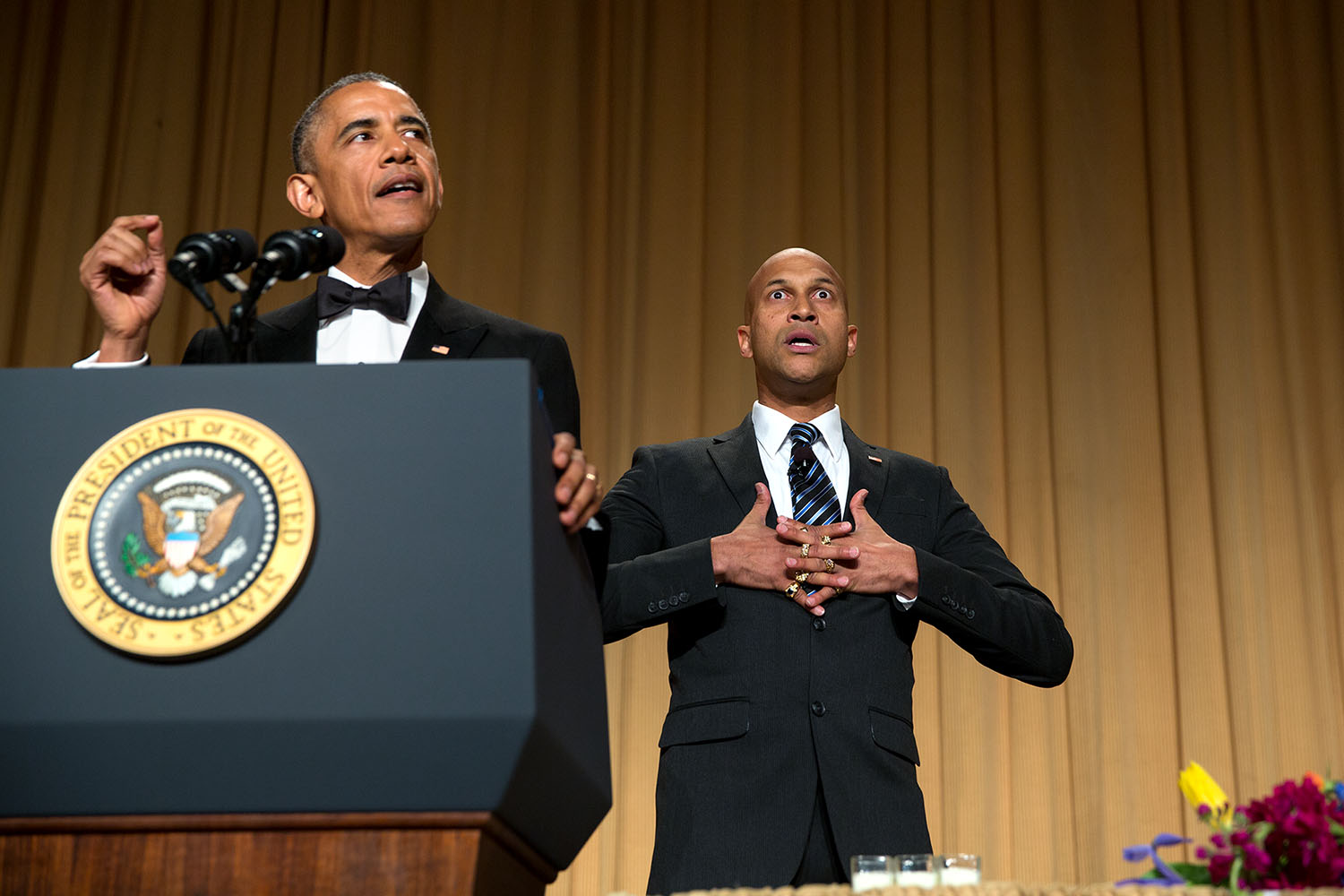
Auftritt von Keegan-Michael Key als Luther beim White House Correspondents’ Dinner im Jahr 2015 neben US-Präsident Barack Obama.

- Barack Obama – gespielt von Peele, hat oft Schwierigkeiten, seine Gefühle auszudrücken. Präsident Obamas „Wutübersetzer“ Luther, gespielt von Key, übersetzt die zurückhaltenden Äußerungen des Präsidenten in wütende Tiraden. In einem Sketch haben auch Michelle Obama und ihre beiden Töchter jeweils eigene Wutübersetzer, die sie um Hilfe bitten, um miteinander ernsthaft zu sprechen. Im Jahr 2015 hatte Key beim White House Correspondents’ Dinner einen Auftritt als Wutübersetzer neben dem echten Barack Obama.
- Wendell Sanders – gespielt von Peele, ist ein nerdiger, extrem übergewichtiger Mann ohne Freunde, der Science-Fiction und Fantasy liebt. Er denkt sich (insbesondere am Telefon) oft ausgefeilte Geschichten aus, um andere davon zu überzeugen, dass er 1. kein stereotyper Nerd ist und 2. im Namen anderer Menschen anruft. Dazu gehören eine sehr attraktive Frau namens „Claire“, mit der er behauptet, eine Beziehung zu haben, sowie der ebenfalls imaginäre 15-jährige Sohn der beiden, „Stimpy“. Obwohl seine Geschichten offensichtliche Lügen sind, schildert er sie so ausführlich, dass er es normalerweise schafft, die Person am anderen Ende des Hörers – normalerweise ein leichtgläubiger Mann, gespielt von Key – von seiner Lügengeschichte zu überzeugen. Wenn Wendell gebeten wird, mit seinen fiktiven Freunden und seiner Familie zu sprechen, erfindet er ohne Umschweife ein Ereignis, das normalerweise den Tod der fiktiven Person zur Folge hat, um zu verhindern, dass sein Lügengebilde während des Telefonats in sich zusammenfällt.
- Mr. Garvey – gespielt von Key, ist ein wütender und einschüchternder Ersatzlehrer und 20-jähriger „Veteran aus einer städtischen Schule“. Er ist überaus misstrauisch und hat Probleme bei der Aussprache der Namen seiner sanftmütigen und im Allgemeinen weißen Vorstadtschüler und beharrt darauf, dass seine Aussprache korrekt ist. Jegliche Korrekturen der Schüler betrachtet er als höchst respektlose Lügen, die ihn lächerlich machen sollen. Mr. Garvey zwingt seine Schüler, seine falsche Aussprache von Namen als korrekt anzuerkennen, oft unter der sehr realen Drohung, wegen Respektlosigkeit zum Rektor O’Shaughnessy (von Mr. Garvey „O-Shag-Hennessy“ ausgesprochen) geschickt zu werden. Der einzige Schüler, dem Mr. Garvey zu vertrauen scheint, ist ein in der hintersten Reihe sitzender afroamerikanischer Junge namens Timothy (bzw. „Tim-O-Thy“) (gespielt von Peele), der angeblich aus Downtown stammt.
- Meegan – gespielt von Peele, ist eine junge Frau, die wütend auf ihren Freund André ist, den sie aber nicht nahe genug an sich heran lässt, um sich mit ihm zu versöhnen. Meegan erweist sich als äußerst egoistisch und unintelligent und scheint soziale Normen nicht anzuerkennen. Sie selbst erfährt selten die Konsequenzen für die offenkundigen Respektlosigkeiten, die sie anderen entgegenbringt. Meegan wird oft mit einer anderen Frau gesehen, die sich genau wie sie verhält (gespielt von Key). Beide verbringen ihre Zeit damit, andere „normale“ Menschen zu beobachten und sich bald darauf über diese schockiert zu zeigen und sie als „verrückt“ einzustufen. Beide machen viele Selfies von sich selbst, löschen aber die meisten, weil sie ihnen nicht gefallen – darunter ein Bild, das als Beweismittel für ein Verbrechen eingestuft wurde, das sie miterlebt haben.
- André – gespielt von Key. André ist Meegans ebenso lauter, aber deutlich intelligenterer und höflicherer Freund, der dazu neigt, die Konflikte, die sie mit anderen beginnt, zu befrieden.
- DeVon – gespielt von Key, ist ein zwielichtiger Vermieter, der oft misstrauisch gegenüber dem ist, was in den Wohnungen seiner Mieter vor sich geht.
- Rafi Benitez – gespielt von Peele, ist ein Baseballspieler, der es all seinen Teamkollegen in der Umkleidekabine unangenehm macht, weil er ihnen an den Hintern fasst bzw. diese haut.
- Brock Favors – gespielt von Key, ist ein Nachrichtenreporter, der immer schlecht auf seine Aufgaben, wie Helikopter-Verkehrsmeldungen und Berichterstattung über die Ausbildung von Polizeihunden, vorbereitet ist. Er reagiert auf unerwartete und plötzliche Ereignisse immer mit lautem, aufgeregtem Fluchen.
- Col. Hans Muller – gespielt vom wiederkehrenden Gastauftritt Ty Burrell, ist ein Nazi-Oberst. Er verwendet „sehr wissenschaftliche“ Methoden, um Schwarze zu finden, indem er ihnen Rüben anbietet, ihre Köpfe vermisst, mit Katzenspielzeug klimpert.
- Levi & Cedric – sind zwei Freunde aus der Innenstadt, die oft zerstritten sind, weil Levi (Peele) sich ständig neuen Trends anschließt, wie zum Beispiel dem Steampunk oder weil er sich sein eigenes Ratatouille zulegt. Die meisten Sketche enden damit, dass Cedric (Key) die Nase voll von Levi hat und die Freundschaft beendet.
- Carlito – Carlito, gespielt von Peele, ist ein mexikanischer Gangster, der glaubt, dass sehr normale oder geringfügige Handlungen (einschließlich des Sitzens auf Stühlen) „Pussies“ (Weicheiern) vorbehalten sind und er über solchen Handlungen steht. Trotzdem scheut er keine peinlichen Situationen, weil er beweisen will, dass er der „Verrückte“ in seiner Bande ist.
- Zwei Diener – zwei Diener des Berkshire Restaurants, die es lieben, über ihre Lieblingsfilme und Filmcharaktere zu diskutieren, obwohl sie ihre Namen nicht richtig aussprechen (in eine Pluralform umwandeln): „Liam Neesons“ von „Tooken“, „Peter Dinkels“ (der „Taiwan Lannister“ spielt), „Bruce Willies“, „Michelle Pa-feiffers“, „Timothy Elephants“ und „Racist-Ass Melly Gibsons“. Im Februar 2014 wurde ein Sketch mit dem Titel „What About Non-Stop?“ – in dem „Liam Neesons“ selbst auftaucht, um sein Auto abzuholen – produziert, um für den Film Non-Stop zu werben.[6][7] In einem der Teaser-Trailer für A Toy Story: Alles hört auf kein Kommando kommen die zwei Diener ebenfalls vor.[8]
- Karim & Jahar – zwei „aufgegeilte“ Männer aus dem Nahen Osten auf der Suche nach schönen Frauen. Obwohl sie behaupten, schwule Menschen nicht zu mögen, verhalten sie sich oft extravagant feminin.
- LaShawn & Samuel – ein schwules Paar mit sehr unterschiedlichen Persönlichkeiten und Ansichten über die Ehe. Samuel (Key) ist sehr intelligent und wohlerzogen und übt sich bei wichtigen Entscheidungen in Zurückhaltung. LaShawn (Peele) ist sehr laut, extrem extravagant und denkt sich ständig oft unsinnige und unmögliche Ideen für ihre gemeinsame Zukunft aus.
- East/West Bowl Football Players – Eine Reihe von College-Footballspielern (die meisten von ihnen gespielt von Key und Peele), deren Namen im Verlauf der Stadionansagen immer lächerlicher werden. Das West Team umfasst auch Spieler von Organisationen außerhalb des Universitätsteams; der letzte Spieler für das Westteam ist immer ein weißer Spieler mit einem stereotypischen Namen, der nicht von Key oder Peele gespielt wird.
- Metta World News – gespielt von Metta Sandiford-Artest, liefert die „Neuigkeiten“, die normalerweise die Form annehmen, dem Publikum bizarre hypothetische Szenarien und seine imaginäre Herangehensweise an sie zu präsentieren. Dies ist der einzige wiederkehrende Sketch, in dem weder Key noch Peele die Hauptrolle spielen.[9]
- The Black Republicans – Eine Gruppe schwarzer Männer – ein Mitglied wird von dem wiederkehrenden Gaststar Malcolm-Jamal Warner gespielt –, die versucht, andere schwarze Wähler davon zu überzeugen, der Republikanischen Partei beizutreten. Ihr Schlagwort lautet „Ich bin sauer, KÖNIGLICH sauer!“
- Joseph – gespielt von Key, ist ein plumper Betrüger, der witzige Schwierigkeiten fabriziert, damit er andere dazu verleiten kann, ihm zu helfen.
- Dr. Rajeev Gupta – gespielt von Key, ist ein indisch-amerikanischer Arzt, der in einem großen Krankenhaus arbeitet.
- The Continental – gespielt von Peele, ist ein exzentrischer und seltsamer Mann, der sich opulent und hedonistisch das kostenlose kontinentale Frühstück seines Hotels gönnt und in der ersten Klasse fliegt.
- Rhinos & Power Falcons – zwei Sportteams verschiedener Sportarten, die ungewöhnlich seltsam wirkende Teammitglieder haben. Die Power Falcons sind die Rivalen der Rhinos und eine Anspielung auf die Power Rangers.

## Gastauftritte
| - Tatyana Ali - Utkarsh Ambudkar - K. D. Aubert - Sarah Baker - Malcolm Barrett - Tone Bell - Jordan Black - Wayne Brady | - Paget Brewster - Ty Burrell - Kate Burton - Michelle Buteau - Anna Camp - Larry Joe Campbell - Mekia Cox - Rob Delaney | - Julia Duffy - Daniele Gaither - David Giuntoli - Fiona Gubelmann - Regina Hall - Colin Hanks - Ryan Hansen - Tricia Helfer | - Justin Hires - Meagan Holder - James Hong - Anna Maria Horsford - Clint Howard - Ernie Hudson - Rob Huebel - Gabriel Iglesias | - Nicole Randall Johnson - Matt L. Jones - Rashida Jones - King Bach - Art LaFleur - Lauren Lapkus - Natasha Leggero - Tiny Lister | - Kristanna Loken - Melanie Lynskey - Hayes MacArthur - Romany Malco - Ken Marino - Alphonso McAuley - Jack McBrayer - Kate Micucci | - Jerry Minor - Mark Moses - Arden Myrin - Danielle Nicolet - Dean Norris - Adam Pally - Keke Palmer - Metta Sandiford-Artest | - Mekhi Phifer - Lance Reddick - Retta - Kim Rhodes - Rob Riggle - Jason Ritter - Charlie Robinson - Rebecca Romijn | - Andre Royo - Will Sasso - Richard Schiff - Jason Schwartzman - Brenda Song - Kevin Sorbo - Paul F. Tompkins - Malcolm-Jamal Warner | - Michaela Watkins - Vernee Watson - Stephnie Weir - Billy Dee Williams - Gary Anthony Williams - Tyler James Williams - Cedric Yarbrough - Carlson Young |

## Episodenliste

### Staffel 1
| Nr. (ges.) | Nr. (St.) | Deutscher Titel | Originaltitel                     | Erstveröffentlichung | Regie         | Drehbuch |
| ---------- | --------- | --------------- | --------------------------------- | -------------------- | ------------- | --- |
| 1          | 1         | -               | Series Premiere                   | 31. Jan. 2012        | Peter Atencio | Sean Conroy, Rebecca Drysdale, Colton Dunn, Keegan-Michael Key, Phil Augusta Jackson, Jay Martel, Jordan Peele, Ian Roberts, Alex Rubens, Charlie Sanders |
| 2          | 2         | -               | Black Hawk Up                     | 7. Feb. 2012         | Peter Atencio | Sean Conroy, Rebecca Drysdale, Colton Dunn, Keegan-Michael Key, Phil Augusta Jackson, Jay Martel, Jordan Peele, Ian Roberts, Alex Rubens, Charlie Sanders |
| 3          | 3         | -               | Das Negros                        | 14. Feb. 2012        | Peter Atencio | Sean Conroy, Rebecca Drysdale, Colton Dunn, Keegan-Michael Key, Phil Augusta Jackson, Jay Martel, Jordan Peele, Ian Roberts, Alex Rubens, Charlie Sanders |
| 4          | 4         | -               | The Branding                      | 21. Feb. 2012        | Peter Atencio | Sean Conroy, Rebecca Drysdale, Colton Dunn, Keegan-Michael Key, Phil Augusta Jackson, Jay Martel, Jordan Peele, Ian Roberts, Alex Rubens, Charlie Sanders |
| 5          | 5         | -               | Gay Marriage Legalized            | 28. Feb. 2012        | Peter Atencio | Sean Conroy, Rebecca Drysdale, Colton Dunn, Keegan-Michael Key, Phil Augusta Jackson, Jay Martel, Jordan Peele, Ian Roberts, Alex Rubens, Charlie Sanders |
| 6          | 6         | -               | Flash Mob                         | 6. März 2012         | Peter Atencio | Sean Conroy, Rebecca Drysdale, Colton Dunn, Keegan-Michael Key, Phil Augusta Jackson, Jay Martel, Jordan Peele, Ian Roberts, Alex Rubens, Charlie Sanders |
| 7          | 7         | -               | Bobby McFerrin Vs Michael Winslow | 13. März 2012        | Peter Atencio | Sean Conroy, Rebecca Drysdale, Colton Dunn, Keegan-Michael Key, Phil Augusta Jackson, Jay Martel, Jordan Peele, Ian Roberts, Alex Rubens, Charlie Sanders |
| 8          | 8         | -               | Babysitting Forest Whitaker       | 20. März 2012        | Peter Atencio | Sean Conroy, Rebecca Drysdale, Colton Dunn, Keegan-Michael Key, Phil Augusta Jackson, Jay Martel, Jordan Peele, Ian Roberts, Alex Rubens, Charlie Sanders |

### Staffel 2
| Nr. (ges.) | Nr. (St.) | Deutscher Titel | Originaltitel             | Erstveröffentlichung | Regie         | Drehbuch |
| ---------- | --------- | --------------- | ------------------------- | -------------------- | ------------- | --- |
| 9          | 1         | -               | Obama College Years       | 26. Sep. 2012        | Peter Atencio | Sean Conroy, Rebecca Drysdale, Colton Dunn, Keegan-Michael Key, Phil Augusta Jackson, Jay Martel, Jordan Peele, Ian Roberts, Alex Rubens, Charlie Sanders |
| 10         | 2         | -               | Dubstep                   | 3. Okt. 2012         | Peter Atencio | Sean Conroy, Rebecca Drysdale, Colton Dunn, Keegan-Michael Key, Phil Augusta Jackson, Jay Martel, Jordan Peele, Ian Roberts, Alex Rubens, Charlie Sanders |
| 11         | 3         | -               | Puppy Dog Ice-T           | 10. Okt. 2012        | Peter Atencio | Sean Conroy, Rebecca Drysdale, Colton Dunn, Keegan-Michael Key, Phil Augusta Jackson, Jay Martel, Jordan Peele, Ian Roberts, Alex Rubens, Charlie Sanders |
| 12         | 4         | -               | I’m Retired               | 17. Okt. 2012        | Peter Atencio | Sean Conroy, Rebecca Drysdale, Colton Dunn, Keegan-Michael Key, Phil Augusta Jackson, Jay Martel, Jordan Peele, Ian Roberts, Alex Rubens, Charlie Sanders |
| 13         | 5         | -               | Bone Thugs-n-Homeless     | 24. Okt. 2012        | Peter Atencio | Sean Conroy, Rebecca Drysdale, Colton Dunn, Keegan-Michael Key, Phil Augusta Jackson, Jay Martel, Jordan Peele, Ian Roberts, Alex Rubens, Charlie Sanders |
| 14         | 6         | -               | Michael Jackson Halloween | 31. Okt. 2012        | Peter Atencio | Sean Conroy, Rebecca Drysdale, Colton Dunn, Keegan-Michael Key, Phil Augusta Jackson, Jay Martel, Jordan Peele, Ian Roberts, Alex Rubens, Charlie Sanders |
| 15         | 7         | -               | Victory                   | 7. Nov. 2012         | Peter Atencio | Sean Conroy, Rebecca Drysdale, Colton Dunn, Keegan-Michael Key, Phil Augusta Jackson, Jay Martel, Jordan Peele, Ian Roberts, Alex Rubens, Charlie Sanders |
| 16         | 8         | -               | Manly Tears               | 14. Nov. 2012        | Peter Atencio | Sean Conroy, Rebecca Drysdale, Colton Dunn, Keegan-Michael Key, Phil Augusta Jackson, Jay Martel, Jordan Peele, Ian Roberts, Alex Rubens, Charlie Sanders |
| 17         | 9         | -               | Gangsta Standoff          | 21. Nov. 2012        | Peter Atencio | Sean Conroy, Rebecca Drysdale, Colton Dunn, Keegan-Michael Key, Phil Augusta Jackson, Jay Martel, Jordan Peele, Ian Roberts, Alex Rubens, Charlie Sanders |
| 18         | 10        | -               | Dueling Hats              | 28. Nov. 2012        | Peter Atencio | Sean Conroy, Rebecca Drysdale, Colton Dunn, Keegan-Michael Key, Phil Augusta Jackson, Jay Martel, Jordan Peele, Ian Roberts, Alex Rubens, Charlie Sanders |

### Staffel 3
| Nr. (ges.) | Nr. (St.) | Deutscher Titel | Originaltitel         | Erstveröffentlichung | Regie         | Drehbuch |
| ---------- | --------- | --------------- | --------------------- | -------------------- | ------------- | --- |
| 19         | 1         | -               | Les Mis               | 18. Sep. 2013        | Peter Atencio | Rebecca Drysdale, Colton Dunn, Keegan-Michael Key, Phil Augusta Jackson, Jay Martel, Jordan Peele, Ian Roberts, Alex Rubens, Charlie Sanders |
| 20         | 2         | -               | East/West Bowl Rap    | 25. Sep. 2013        | Peter Atencio | Rebecca Drysdale, Colton Dunn, Keegan-Michael Key, Phil Augusta Jackson, Jay Martel, Jordan Peele, Ian Roberts, Alex Rubens, Charlie Sanders |
| 21         | 3         | -               | Slap-Ass              | 2. Okt. 2013         | Peter Atencio | Rebecca Drysdale, Colton Dunn, Keegan-Michael Key, Phil Augusta Jackson, Jay Martel, Jordan Peele, Ian Roberts, Alex Rubens, Charlie Sanders |
| 22         | 4         | -               | Boarding Group One    | 9. Okt. 2013         | Peter Atencio | Rebecca Drysdale, Colton Dunn, Keegan-Michael Key, Phil Augusta Jackson, Jay Martel, Jordan Peele, Ian Roberts, Alex Rubens, Charlie Sanders |
| 23         | 5         | -               | Obama Shutdown        | 16. Okt. 2013        | Peter Atencio | Rebecca Drysdale, Colton Dunn, Keegan-Michael Key, Phil Augusta Jackson, Jay Martel, Jordan Peele, Ian Roberts, Alex Rubens, Charlie Sanders |
| 24         | 6         | -               | Cunnilingus Class     | 23. Okt. 2013        | Peter Atencio | Rebecca Drysdale, Colton Dunn, Keegan-Michael Key, Phil Augusta Jackson, Jay Martel, Jordan Peele, Ian Roberts, Alex Rubens, Charlie Sanders |
| 25         | 7         | -               | Sexy Vampires         | 30. Okt. 2013        | Peter Atencio | Rebecca Drysdale, Colton Dunn, Keegan-Michael Key, Phil Augusta Jackson, Jay Martel, Jordan Peele, Ian Roberts, Alex Rubens, Charlie Sanders |
| 26         | 8         | -               | Joke Stealing         | 6. Nov. 2013         | Peter Atencio | Rebecca Drysdale, Colton Dunn, Keegan-Michael Key, Phil Augusta Jackson, Jay Martel, Jordan Peele, Ian Roberts, Alex Rubens, Charlie Sanders |
| 27         | 9         | -               | Meagan’s Fight        | 13. Nov. 2013        | Peter Atencio | Rebecca Drysdale, Colton Dunn, Keegan-Michael Key, Phil Augusta Jackson, Jay Martel, Jordan Peele, Ian Roberts, Alex Rubens, Charlie Sanders |
| 28         | 10        | -               | Black Ice             | 20. Nov. 2013        | Peter Atencio | Rebecca Drysdale, Colton Dunn, Keegan-Michael Key, Phil Augusta Jackson, Jay Martel, Jordan Peele, Ian Roberts, Alex Rubens, Charlie Sanders |
| 29         | 11        | -               | The Power of Wings    | 4. Dez. 2013         | Peter Atencio | Rebecca Drysdale, Colton Dunn, Keegan-Michael Key, Phil Augusta Jackson, Jay Martel, Jordan Peele, Ian Roberts, Alex Rubens, Charlie Sanders |
| 30         | 12        | -               | East/West Bowl 2      | 11. Dez. 2013        | Peter Atencio | Rebecca Drysdale, Colton Dunn, Keegan-Michael Key, Phil Augusta Jackson, Jay Martel, Jordan Peele, Ian Roberts, Alex Rubens, Charlie Sanders |
| 31         | 13        | -               | Pussy on the Chainwax | 18. Dez. 2013        | Peter Atencio | Rebecca Drysdale, Colton Dunn, Keegan-Michael Key, Phil Augusta Jackson, Jay Martel, Jordan Peele, Ian Roberts, Alex Rubens, Charlie Sanders |

### Staffel 4
| Nr. (ges.) | Nr. (St.) | Deutscher Titel | Originaltitel                 | Erstveröffentlichung | Regie         | Drehbuch |
| ---------- | --------- | --------------- | ----------------------------- | -------------------- | ------------- | --- |
| 32         | 1         | -               | Alien Imposters               | 24. Sep. 2014        | Peter Atencio | Rebecca Drysdale, Colton Dunn, Keegan-Michael Key, Phil Augusta Jackson, Jay Martel, Jordan Peele, Ian Roberts, Alex Rubens, Charlie Sanders |
| 33         | 2         | -               | Little Homie                  | 1. Okt. 2014         | Peter Atencio | Rebecca Drysdale, Colton Dunn, Keegan-Michael Key, Phil Augusta Jackson, Jay Martel, Jordan Peele, Ian Roberts, Alex Rubens, Charlie Sanders |
| 34         | 3         | -               | Georgina and Esther and Satan | 8. Okt. 2014         | Peter Atencio | Rebecca Drysdale, Colton Dunn, Keegan-Michael Key, Phil Augusta Jackson, Jay Martel, Jordan Peele, Ian Roberts, Alex Rubens, Charlie Sanders |
| 35         | 4         | -               | Slap-Ass: In Recovery         | 15. Okt. 2014        | Peter Atencio | Rebecca Drysdale, Colton Dunn, Keegan-Michael Key, Phil Augusta Jackson, Jay Martel, Jordan Peele, Ian Roberts, Alex Rubens, Charlie Sanders |
| 36         | 5         | -               | Quarterback Concussion        | 22. Okt. 2014        | Peter Atencio | Rebecca Drysdale, Colton Dunn, Keegan-Michael Key, Phil Augusta Jackson, Jay Martel, Jordan Peele, Ian Roberts, Alex Rubens, Charlie Sanders |
| 37         | 6         | -               | Scariest Movie Ever           | 29. Okt. 2014        | Peter Atencio | Rebecca Drysdale, Colton Dunn, Keegan-Michael Key, Phil Augusta Jackson, Jay Martel, Jordan Peele, Ian Roberts, Alex Rubens, Charlie Sanders |
| 38         | 7         | -               | Sex Detective                 | 5. Nov. 2014         | Peter Atencio | Rebecca Drysdale, Colton Dunn, Keegan-Michael Key, Phil Augusta Jackson, Jay Martel, Jordan Peele, Ian Roberts, Alex Rubens, Charlie Sanders |
| 39         | 8         | -               | Terrible Henchman             | 12. Nov. 2014        | Peter Atencio | Rebecca Drysdale, Colton Dunn, Keegan-Michael Key, Phil Augusta Jackson, Jay Martel, Jordan Peele, Ian Roberts, Alex Rubens, Charlie Sanders |
| 40         | 9         | -               | Aerobics Meltdown             | 19. Nov. 2014        | Peter Atencio | Rebecca Drysdale, Colton Dunn, Keegan-Michael Key, Phil Augusta Jackson, Jay Martel, Jordan Peele, Ian Roberts, Alex Rubens, Charlie Sanders |
| 41         | 10        | -               | Sex Addict Wendell            | 3. Dez. 2014         | Peter Atencio | Rebecca Drysdale, Colton Dunn, Keegan-Michael Key, Phil Augusta Jackson, Jay Martel, Jordan Peele, Ian Roberts, Alex Rubens, Charlie Sanders |
| 42         | 11        | -               | Terrorist Meeting             | 10. Dez. 2014        | Peter Atencio | Rebecca Drysdale, Colton Dunn, Keegan-Michael Key, Phil Augusta Jackson, Jay Martel, Jordan Peele, Ian Roberts, Alex Rubens, Charlie Sanders |

### Staffel 5
| Nr. (ges.) | Nr. (St.) | Deutscher Titel | Originaltitel           | Erstveröffentlichung | Regie         | Drehbuch |
| ---------- | --------- | --------------- | ----------------------- | -------------------- | ------------- | --- |
| 43         | 1         | -               | Y'all Ready For This?   | 1. Juli 2015         | Peter Atencio | Rebecca Drysdale, Colton Dunn, Keegan-Michael Key, Phil Augusta Jackson, Jay Martel, Jordan Peele, Ian Roberts, Alex Rubens, Charlie Sanders |
| 44         | 2         | -               | Airplane Showdown       | 8. Juli 2015         | Peter Atencio | Rebecca Drysdale, Colton Dunn, Keegan-Michael Key, Phil Augusta Jackson, Jay Martel, Jordan Peele, Ian Roberts, Alex Rubens, Charlie Sanders |
| 45         | 3         | -               | A Cappella Club         | 15. Juli 2015        | Peter Atencio | Rebecca Drysdale, Colton Dunn, Keegan-Michael Key, Phil Augusta Jackson, Jay Martel, Jordan Peele, Ian Roberts, Alex Rubens, Charlie Sanders |
| 46         | 4         | -               | Severed Head Showcase   | 22. Juli 2015        | Peter Atencio | Rebecca Drysdale, Colton Dunn, Keegan-Michael Key, Phil Augusta Jackson, Jay Martel, Jordan Peele, Ian Roberts, Alex Rubens, Charlie Sanders |
| 47         | 5         | -               | Killer Concept Album    | 5. Aug. 2015         | Peter Atencio | Rebecca Drysdale, Colton Dunn, Keegan-Michael Key, Phil Augusta Jackson, Jay Martel, Jordan Peele, Ian Roberts, Alex Rubens, Charlie Sanders |
| 48         | 6         | -               | The Job Interview       | 12. Aug. 2015        | Peter Atencio | Rebecca Drysdale, Colton Dunn, Keegan-Michael Key, Phil Augusta Jackson, Jay Martel, Jordan Peele, Ian Roberts, Alex Rubens, Charlie Sanders |
| 49         | 7         | -               | MC MOM                  | 19. Aug. 2015        | Peter Atencio | Rebecca Drysdale, Colton Dunn, Keegan-Michael Key, Phil Augusta Jackson, Jay Martel, Jordan Peele, Ian Roberts, Alex Rubens, Charlie Sanders |
| 50         | 8         | -               | Hollywood Sequel Doctor | 26. Aug. 2015        | Peter Atencio | Rebecca Drysdale, Colton Dunn, Keegan-Michael Key, Phil Augusta Jackson, Jay Martel, Jordan Peele, Ian Roberts, Alex Rubens, Charlie Sanders |
| 51         | 9         | -               | The 420 Special         | 2. Sep. 2015         | Peter Atencio | Rebecca Drysdale, Colton Dunn, Keegan-Michael Key, Phil Augusta Jackson, Jay Martel, Jordan Peele, Ian Roberts, Alex Rubens, Charlie Sanders |
| 52         | 10        | -               | Meegan & Andre Break Up | 9. Sep. 2015         | Peter Atencio | Rebecca Drysdale, Colton Dunn, Keegan-Michael Key, Phil Augusta Jackson, Jay Martel, Jordan Peele, Ian Roberts, Alex Rubens, Charlie Sanders |
| 53         | 11        | -               | The End                 | 9. Sep. 2015         | Peter Atencio | Rebecca Drysdale, Colton Dunn, Keegan-Michael Key, Phil Augusta Jackson, Jay Martel, Jordan Peele, Ian Roberts, Alex Rubens, Charlie Sanders |

## Rezeption
Laut Metacritic und Rotten Tomatoes erhielten die fünf Staffeln von Key & Peele im Durchschnitt sehr gute Bewertungen.

## Nominierungen und Auszeichnungen
| Jahr | Preis                           | Kategorie                                                                                       | Nominierte | Ergebnis      |
| ---- | ------------------------------- | ----------------------------------------------------------------------------------------------- | --- | ------------- |
| 2013 | Writers Guild of America Awards | Comedy/Variety Series                                                                           | Rebbeca Drysdale, Colton Dunn, Keegan-Michael Key, Jay Martel, Jordan Peele, Ian Roberts, Alex Rubens, Charlie Sanders, and Rich Talarico | Nominiert     |
| 2013 | 65th Primetime Emmy Awards      | Outstanding Makeup for a Multi-Camera Series or Special                                         | Scott Wheeler, Suzanne Diaz, Michael Westmore                                                                                             | Nominiert     |
| 2014 | Peabody Award                   | Entertainment honoree                                                                           | Key & Peele | Ausgezeichnet |
| 2014 | 66th Primetime Emmy Awards      | Outstanding Original Music and Lyrics                                                           | Episode: "Substitute Teacher #3; Joshua Funk, Rebecca Drysdale for "Les Mis"                                                              | Nominiert     |
| 2014 | 66th Primetime Emmy Awards      | Outstanding Writing for a Variety Series                                                        | Jay Martel, Ian Roberts, Jordan Peele, Keegan-Michael Key, Alex Rubens, Rebecca Drysdale, Colton Dunn, Rich Talarico, Charlie Sanders     | Nominiert     |
| 2014 | 66th Primetime Emmy Awards      | Outstanding Makeup for a Multi-Camera Series or Special                                         | Episode: "East/West Bowl Rap | Nominiert     |
| 2014 | 66th Primetime Emmy Awards      | Outstanding Hairstyling for a Multi-Camera Series or Special                                    | Episode: „Substitute Teacher #3“ | Nominiert     |
| 2015 | People’s Choice Awards          | Favorite Sketch Comedy Series                                                                   | Comedy Central | Nominiert     |
| 2015 | 67th Primetime Emmy Awards      | Outstanding Variety Sketch Series                                                               | Comedy Central | Nominiert     |
| 2015 | 67th Primetime Emmy Awards      | Outstanding Supporting Actor in a Comedy Series                                                 | Keegan-Michael Key | Nominiert     |
| 2015 | 67th Primetime Emmy Awards      | Outstanding Writing for a Variety Series                                                        | Rebbeca Drysdale, Colton Dunn, Keegan-Michael Key, Jay Martel, Jordan Peele, Ian Roberts, Alex Rubens, Charlie Sanders, and Rich Talarico | Ausgezeichnet |
| 2015 | 67th Primetime Emmy Awards      | Outstanding Writing for a Variety Special                                                       | Brendan Hunt, Keegan-Michael Key, Jordan Peele, and Rich Talarico for Key & Peele’s Super Bowl Special                                    | Nominiert     |
| 2015 | 67th Primetime Emmy Awards      | Outstanding Picture Editing for Variety Programming                                             | Phil Davis, Christian Hoffman, and Rich LaBrie                                                                                            | Nominiert     |
| 2015 | 67th Primetime Emmy Awards      | Outstanding Hairstyling for a Multi-Camera Series or Special                                    | Episode: „Aerobics Meltdown“ | Nominiert     |
| 2015 | 67th Primetime Emmy Awards      | Outstanding Makeup for a Multi-Camera Series or Special                                         | Episode: „Episode 406“ | Nominiert     |
| 2015 | 67th Primetime Emmy Awards      | Outstanding Short-Format Live-Action Entertainment Program                                      | Key & Peele Presents Van and Mike: The Ascension                                                                                          | Nominiert     |
| 2016 | 68th Primetime Emmy Awards      | Outstanding Variety Sketch Series                                                               | Comedy Central | Ausgezeichnet |
| 2016 | 68th Primetime Emmy Awards      | Outstanding Supporting Actor in a Comedy Series                                                 | Keegan-Michael Key | Nominiert     |
| 2016 | 68th Primetime Emmy Awards      | Outstanding Writing for a Variety Series                                                        | Comedy Central | Nominiert     |
| 2016 | 68th Primetime Emmy Awards      | Outstanding Hairstyling for a Multi-Camera Series or Special                                    | Episode: „Y'all Ready for This?“ | Nominiert     |
| 2016 | 68th Primetime Emmy Awards      | Outstanding Make-up for a Multi-Camera Series or Special                                        | Episode: „Y'all Ready for This?“ | Ausgezeichnet |
| 2016 | 68th Primetime Emmy Awards      | Outstanding Picture Editing for Variety Programming                                             | Rich LaBrie, Neil Mahoney, Nicholas Monsour, and Stephen Waichulis for Episode: „The End“                                                 | Nominiert     |
| 2016 | 68th Primetime Emmy Awards      | Outstanding Production Design for a Variety, Nonfiction, Reality, or Reality-Competition Series | Episodes: „Y'all Ready For This?“; „The End“                                                                                              | Nominiert     |